# Zunacetha annulata
Zunacetha annulata är en fjärilsart som beskrevs av Guérin-meneville 1844. Zunacetha annulata ingår i släktet Zunacetha och familjen tandspinnare. Inga underarter finns listade i Catalogue of Life.